# Antonio Pérez de la Cruz Blanco
Antonio Pérez de la Cruz Blanco (Málaga, 14 de mayo de 1943, Madrid 19 de agosto de 2009), fue un abogado y jurista español, uno de los padres de la moderna legislación y práctica mercantil española.

## Biografía
Tras cursar el bachillerato en Málaga, se licenció en derecho en la Universidad de Granada en 1964 y se doctoró cum laude con una tesis sobre “La reducción del capital social seguida de pérdidas patrimoniales”, en la universidad de Bolonia, obteniendo el premio a la mejor tesis sobre derecho mercantil, Leone Bolafio en 1968.
De vuelta a España, ejerció como abogado y árbitro en numerosos procesos. Es miembro de la corte arbitral de Madrid y de la Corte de Arbitraje de la Cámara de Comercio Internacional con sede en París, donde ha ejercido como mediador entre compañeros y clientes.
En el mundo de la universidad, sus cargos y honores dieron fe de su prestigio, ya que fue catedrático de la Universidad de Alcalá de Henares desde 1975 hasta la fecha de su fallecimiento, Académico de número de la Academia de Legislación y Jurisprudencia de Granada. Vocal de la Comisión General de Codificación. Fue Decano de la Facultad de Derecho de la Universidad de Málaga y Rector de dicha Universidad entre los años ochenta y ochenta y cuatro. Instalado posteriormente en Madrid, también fue profesor en la Universidad Pontificia Comillas (ICADE).
También destacó como autor de numerosas obras y publicaciones jurídicas en el ámbito del derecho societario, concursal y cambiario.

## Publicaciones
- La reducción del Capital Social ISBN 9788422700173

- Derecho de la Propiedad Industrial, Intelectual y de la Competencia. ISBN 9788497685276

- Tratado de Derecho Mercantil. .T. XI: La socieadad de responsabilidad limitada; Vol. 1º: Disposiciones generales. Fundación. Aportaciones de capital y prestaciones accesorias. Las participaciones sociales. Sociedad unipersonal ISBN 9788497680967

- Lecciones de Derecho Mercantil. ISBN 9788447030743

- Luces y Sombras en la legislación española sobre suspensión de pagos ISBN 84-470-0694-8

- La calificación del Concurso y sus consecuencias en la nueva ley concursal. ISSN 1137-3520